# Osamu Maeda
Osamu Maeda (Fukuoka, 5. rujna 1965.) japanski je nogometaš.

## Klupska karijera
Igrao je za Yokohama Flügels.

## Reprezentativna karijera
Za japansku reprezentaciju igrao je od 1988. do 1989. godine. Odigrao je 14 utakmice postigavši 6 pogodaka.
S japanskom reprezentacijom Osamu Maeda je igrao na Azijskom kupu 1988.

## Statistika
| Japan  | Japan | Japan |
| Godina | Nast. | Gol.  |
| ------ | ----- | ----- |
| 1988.  | 5     | 1     |
| 1989.  | 9     | 5     |
| Ukupno | 14    | 6     |

## Vanjske poveznice
- National Football Teams
- Japan National Football Team Database